# Marktplatz 13 (Weißenburg in Bayern)

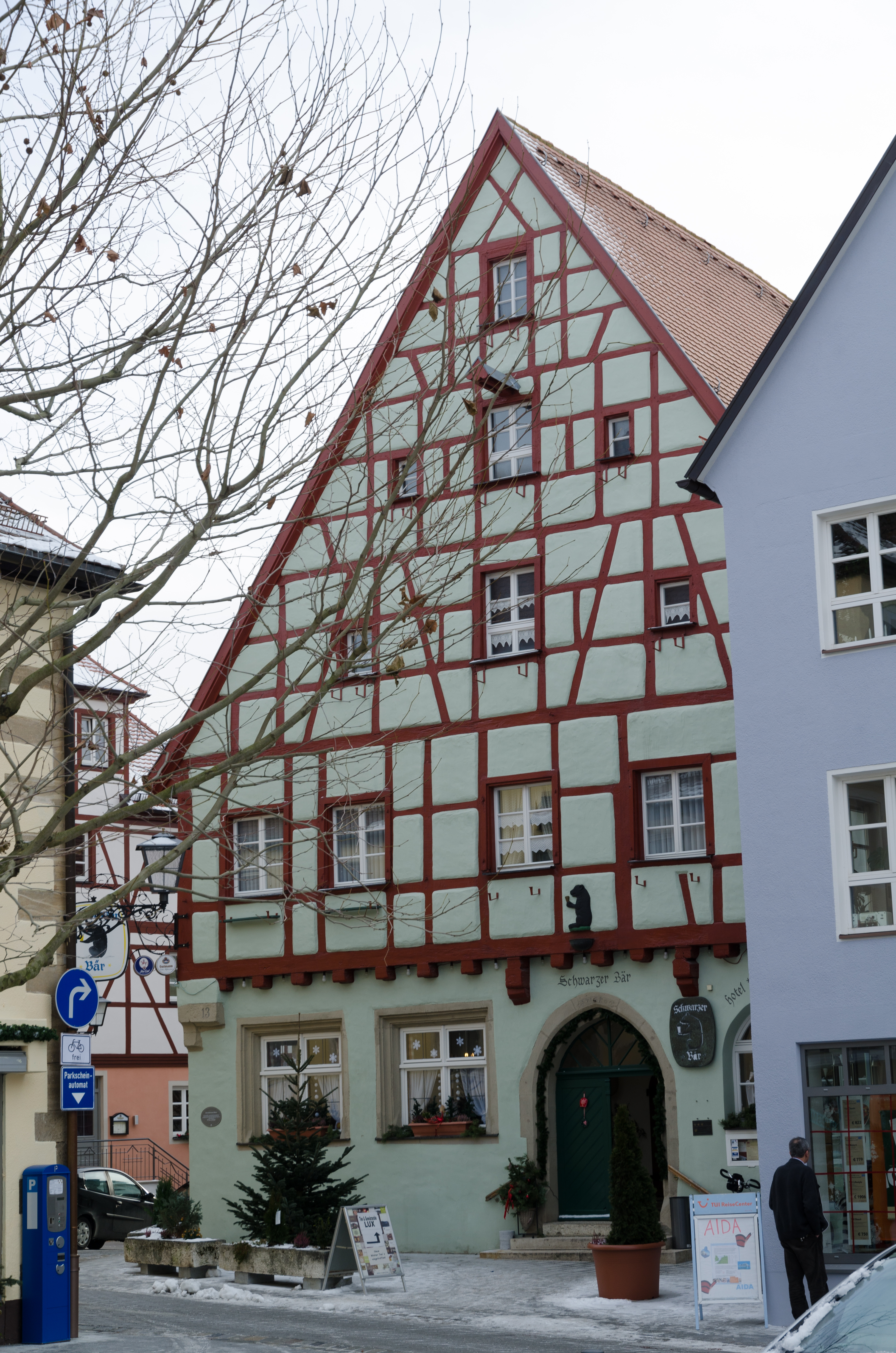
Das Gebäude im Dezember 2012

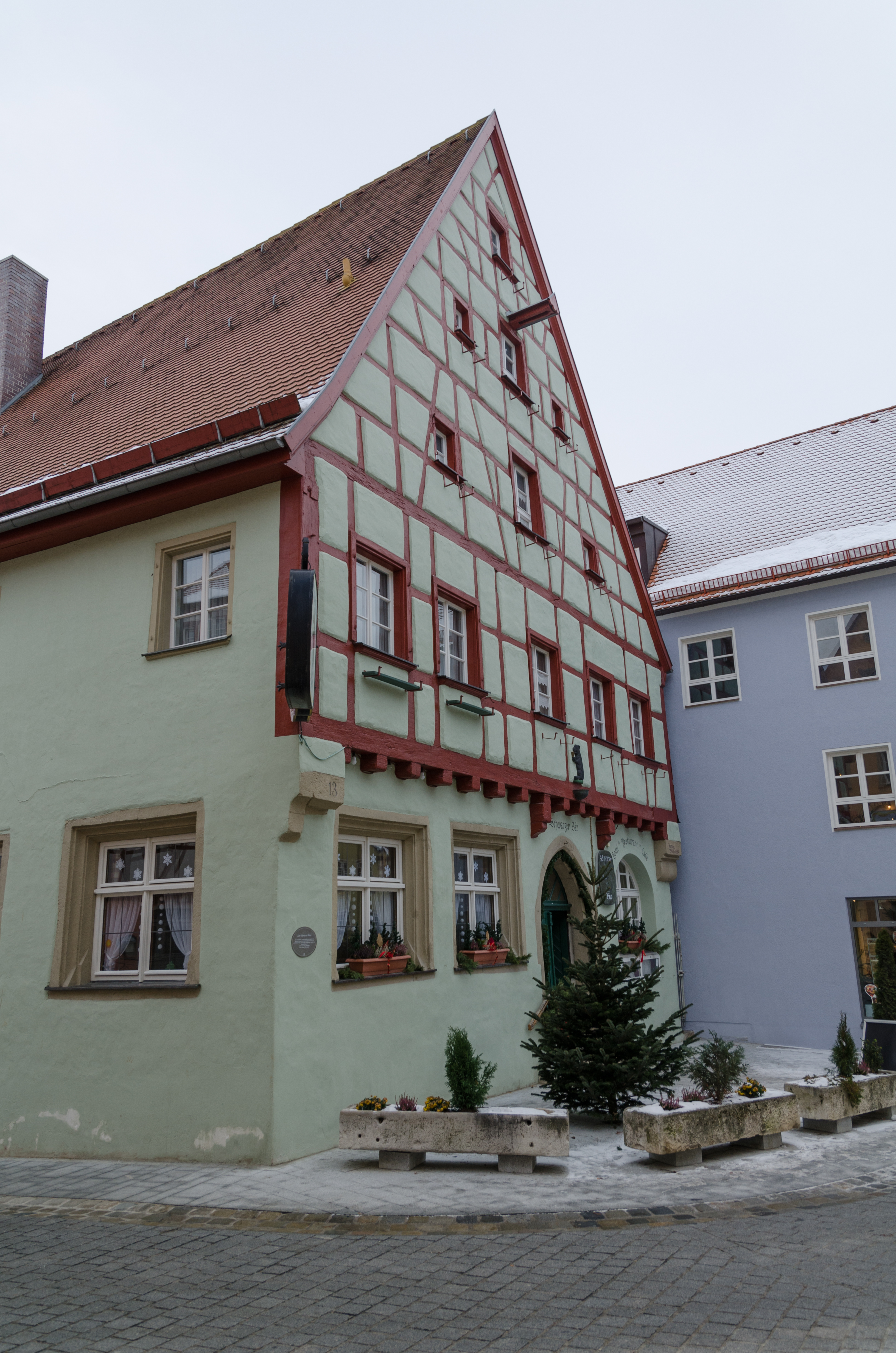

Das Haus Marktplatz 13 ist ein Geschäftshaus, eine Gaststätte und eine ehemalige Brauerei innerhalb der denkmalgeschützten Altstadt der mittelfränkischen Stadt Weißenburg in Bayern im Landkreis Weißenburg-Gunzenhausen. Das Gebäude ist unter der Denkmalnummer D-5-77-177-270 als Baudenkmal in die Bayerische Denkmalliste eingetragen.

## Geschichte
An das Hauptgebäude aus dem Jahr 1428 schließt südlich das 1516 angebaute Brauhaus an. Damit gehört der „Schwarze Bär“ zu den drei ältesten Brauereien von Weißenburg. Das Quellwasser wurde mittels Rohrleitung vom nahen Koppbrunnen bezogen. Bekannte Umbauten erfolgten 1874 (Kamineinbau), 1878 (Erneuerung schadhafter Westmauer) und 1882 (Erneuerung des Dachstuhls im Brauhaus und Einbau einer englischen Malzdarre). 1906 wurde der Brauereibetrieb eingestellt.
Im Saal des ehemaligen Brauhauses gab es zeitweise ein Kino mit dem Namen „Metropol“. An die Stelle der früheren Schänke (rechts neben der Eingangstür) trat 1927 ein Tabakladen, der bei der Renovierung 1959 wieder ausgebaut wurde. 1959 erwarb die Brauerei Mack und Michel das Anwesen. 1987 kaufte die Stadt Weißenburg den Gasthof. Pläne, das Gebäude in das Rathaus zu integrieren, scheiterten. Daher wurde das Gebäude wieder verkauft und von der neuen Besitzerin renoviert.